# Grand Prix SAR La Princesse Lalla Meryem 2014
Grand Prix SAR La Princesse Lalla Meryem 2014 byl tenisový turnaj pořádaný jako součást ženského okruhu WTA Tour, který se hrál v městském tenisovém areálu Royal Tennis Club de Marrakech na otevřených antukových dvorcích. Konal se mezi 21. až 27. dubnem 2014 v marockém městě Marrákeš jako 14. ročník turnaje.
Turnaj s rozpočtem 250 000 dolarů patřil do kategorie WTA International Tournaments. Nejvýše nasazenou ve dvouhře byla třicátá hráčka světa Daniela Hantuchová ze Slovenska.
Premiérový singlový titul na okruhu WTA vybojovala ve svém prvním finále dvouhry španělská hráčka María Teresa Torrová Florová, když ve finále zdolala Švýcarku Rominu Oprandiovou. Ta si zahrála i druhý finálový duel ve čtyřhře. Spolu s Garbiñe Muguruzaovou deblovou soutěž vyhrály.

## Distribuce bodů a finančních odměn

### Distribuce bodů
| Soutěž      | Vítězové | F   | SF  | ČF | 16 v kole | 32 v kole | Q  | Q3 | Q2 | Q1 |
| ----------- | -------- | --- | --- | -- | --------- | --------- | -- | -- | -- | -- |
| dvouhra žen | 280      | 180 | 110 | 60 | 30        | 1         | 18 | 14 | 10 | 1  |
| čtyřhra žen | 280      | 180 | 110 | 60 | 1         |           |    |    |    |    |

### Finanční odměny
| Soutěž            | Vítězové | Finalisté | Semifinalisté | Čtvrtfinalisté | 16 v kole | 32 v kole | 64 v kole | Q2   | Q1   |
| ----------------- | -------- | --------- | ------------- | -------------- | --------- | --------- | --------- | ---- | ---- |
| dvouhra žen       | $43 000  | $21 400   | $11 300       | $5 900         | $3 310    | $1 925    | $1 005    | $730 | $530 |
| dvouhra žen       | $12 300  | $6 400    | $3 435        | $1 820         | $960      |           |           |      |      |
| * – částka na pár |          |           |               |                |           |           |           |      |      |

## Ženská dvouhra

### Nasazení
| Stát                           | Hráčka                 | WTA1) | Nasazení |
| ------------------------------ | ---------------------- | ----- | -------- |
| Slovensko                      | Daniela Hantuchová     | 30.   | 1.       |
| Ukrajina                       | Elina Svitolinová      | 36.   | 2.       |
| Rakousko                       | Yvonne Meusburgerová   | 37.   | 3.       |
| Srbsko                         | Bojana Jovanovská      | 39.   | 4.       |
| Španělsko                      | Garbiñe Muguruzaová    | 41.   | 5.       |
| Čína                           | Pcheng Šuaj            | 44.   | 6.       |
| Čína                           | Čang Šuaj              | 45.   | 7.       |
| Itálie                         | Francesca Schiavoneová | 47.   | 8.       |
| Žebříček WTA ke 14. dubnu 2014 |                        |       |          |

### Jiné formy účasti
Následující hráčky obdržely divokou kartu do hlavní soutěže:
- Rita Atiková
- Daniela Hantuchová
- Ons Džabúrová

Následující hráčky postoupily z kvalifikace:
- Lara Arruabarrenová
- Beatriz Garcíaová Vidaganyová
- Renata Voráčová
- Maryna Zanevská
  -  Anastasia Grymalská – jako šťastná poražená

### Odhlášení
před zahájením turnaje
- Alexandra Dulgheruová (poranění pravého kolena)
- Alison Riskeová
- Laura Robsonová
- Barbora Záhlavová-Strýcová
- Věra Zvonarevová

v průběhu turnaje
- Pcheng Šuaj

## Ženská čtyřhra

### Nasazení
| Stát                                                                                      | Hráčka                   | Stát          | Hráčka                    | WTA1) | Nasazení |
| ----------------------------------------------------------------------------------------- | ------------------------ | ------------- | ------------------------- | ----- | -------- |
| Chorvatsko                                                                                | Darija Juraková          | Spojené státy | Megan Moultonová-Levyová  | 103.  | 1.       |
| Rakousko                                                                                  | Sandra Klemenschitsová   | Slovinsko     | Andreja Klepačová         | 122.  | 2.       |
| Chorvatsko                                                                                | Petra Martićová          | Česko         | Renata Voráčová           | 136.  | 3.       |
| Španělsko                                                                                 | Lourdes Domínguez Linová | Španělsko     | Arantxa Parra Santonjaová | 141.  |          |
| Žebříček WTA ke 14. dubnu 2014; číslo je součtem žebříčkového postavení obou členek páru. |                          |               |                           |       |          |

### Jiné formy účasti
Následující páry obdržely divokou kartu do hlavní soutěže:
- Rita Atiková /  Lina Qostalová
- Ghita Benhadiová /  Zaineb El Houari

### Odhlášení
před zahájením turnaje
- Chanelle Scheepersová (poranění pravého kolena)

## Přehled finále

### Ženská dvouhra
- María Teresa Torrová Florová vs.  Romina Oprandiová 6–3, 3–6, 6–3

### Ženská čtyřhra
- Garbiñe Muguruzaová /  Romina Oprandiová vs.  Katarzyna Piterová /  Maryna Zanevská, 4–6, 6–2, [11–9]